# لشکر ۱۰ کوهستان
لشکر ۱۰ کوهستان (انگلیسی: 10th Mountain Division) لشکر پیاده‌نظام سبک نیروی زمینی ایالات متحده آمریکا و تحت امر سپاه شانزدهم هوابرد است، که در سال ۱۹۴۳ تأسیس شد. 
لشکر ۱۰ کوهستان در جنگ جهانی دوم (نبرد کیشکا، نبرد ایتالیا و نبرد بهار ۱۹۴۵ در ایتالیا)، جنگ داخلی سومالی، جنگ با تروریسم، جنگ در افغانستان (سقوط مزار شریف، نبرد کوه تاکور غار و نبرد کامدیش) و جنگ عراق (عملیات پناه به متحدان) به‌عنوان یگان عمل‌کننده حضور داشت.

## تاریخچه
لشکر ۱۰ کوهستان یک لشکر پیاده نظام سبک در ارتش ایالات متحده است که در فورت درام، نیویورک مستقر است. این لشکر که قبلاً به عنوان یک واحد جنگ کوهستانی شناخته می‌شد، تنها لشکر در اندازه خود در ارتش ایالات متحده بود که آموزش‌های تخصصی برای جنگ در شرایط کوهستانی دریافت می‌کرد. اخیراً، لشکر دهم کوهستانی به نیروهای امنیتی در عراق و واحدهای دفاع مردمی در سوریه مشاوره و کمک داده است.
این لشکر در ابتدا در سال ۱۹۴۳ به‌عنوان لشکر ۱۰ سبک (آلپاین) تأسیس شد، در سال ۱۹۴۴ به لشکر ۱۰ کوهستانی تغییر نام داد و در کوه‌های ایتالیا در برخی از ناهموارترین زمین‌های جنگ جهانی دوم جنگید. در ۵ مه ۱۹۴۵، این لشکر به نائودرز، اتریش، درست فراتر از گذرگاه رشن رسید، جایی که با نیروهای آلمانی که توسط ارتش هفتم ایالات متحده به سمت جنوب رانده شده بودند، تماس برقرار کرد. وضعیت موجود تا زمانی که ستاد دشمن درگیر تسلیم کامل خود به لشکر ۷ پیاده شد، حفظ گردید. در ۶ مه، نیروهای لشکر ۱۰ کوهستانی با لشکر ۴۴ پیاده از ارتش هفتم روبرو شدند.
پس از جنگ، این لشکر غیرفعال شد، اما در سال ۱۹۴۸ دوباره فعال و به عنوان لشکر ۱۰ پیاده نامگذاری شد. این لشکر ابتدا به عنوان یک لشکر آموزشی فعالیت می‌کرد و در سال ۱۹۵۴ به یک لشکر رزمی تبدیل شد و در سال ۱۹۵۵ به آلمان اعزام گردید و سپس در سال ۱۹۵۸ دوباره غیرفعال شد.
این لشکر بار دیگر در سال ۱۹۸۵ فعال و به‌عنوان لشکر ۱۰ کوهستانی (پیاده‌نظام سبک) نامگذاری شد تا از نظر تاریخی آن را به لشکر فعال در جنگ جهانی دوم پیوند دهد و همچنین وضعیت مدرن آن را بهتر توصیف کند. از زمان فعال شدن مجدد، لشکر یا عناصری از این لشکر در نبردهای مختلف حضور داشته‌اند.